# Espectato
Espectato (em latim: Spectatus) foi um oficial romano e hábil orador do século IV, ativo no Oriente durante o reinado do imperador Constâncio II (r. 337–361). Era filho de Panólbio com sua esposa (provavelmente Bassiana) e irmão de Teodora, sobrinho de Fasgânio, primo do sofista Libânio e tio do notário Bassiano. As primeiras menções a eles são provenientes de epístolas de Libânio que mencionam que esteve na corte de Constantinopla em 355, na Itália em 356 e em Antioquia em 357.
Em 357, partiu ao lado Próspero e Eustácio numa embaixada ao Império Sassânida do xá Sapor II (r. 309–379). Eles retornaram da missão em 358, ano em que Espectato é citado como retendo os ofícios de tribuno e notário. Pelos anos seguintes habitaria a residência de Libânio e recebia, conjuntamente com o último, a herança de Fasgânio. Em 361, Espectato é mencionado como em desgraça oficial e por 363 ainda estava vivo. Ele foi destinatário de inúmeras das cartas de seu primo.